# 34199 Amyjin
34199 Amyjin è un asteroide della fascia principale. Scoperto nel 2000, presenta un'orbita caratterizzata da un semiasse maggiore pari a 2,3215692 au e da un'eccentricità di 0,1571399, inclinata di 2,90523° rispetto all'eclittica.